# Spiracantha
Spiracantha es un género monotípico de plantas fanerógamas perteneciente a la familia de las asteráceas. Su única especie: Spiracantha cornifolia, es originaria de Sudamérica.

## Descripción
Son hierbas que alcanzan un tamaño de 0.3–1.5 m de alto, erectas o parcialmente decumbentes, laxamente ramificadas, ramas purpúreas en áreas expuestas. Hojas alternas, caulinares, ovadas a elípticas u obovadas, de 2–6.5 cm de largo y 1–4 cm de ancho, ápice aristado, base obtusa, márgenes enteros o algo denticulados a serrulados, haz finamente pilosa a glabra, envés densamente blanco-tomentoso; pecíolos 5–12 mm de largo, ensanchados, deltoides y abrazadores en la base. Capitulescencias mayormente en los extremos de las ramas axilares, en fascículos capitados, de 1.5 cm de largo y 2.5–4 cm de ancho, con 20–25 glomérulos subsésiles, glomérulos con 3–11 capítulos, 5–8 mm de largo y 5 mm de ancho; capítulos con un solo flósculo, envuelto en una bráctea carinada foliácea de hasta 2 cm de largo, con un mucrón aguzado, horizontal, ca 1.5 mm de largo; filarias 6, imbricadas, conspicuamente sedosas, blanco-pubescentes en la base, ápice acuminado, linear, 4–4.5 mm de largo; corolas 2.5–3 mm de largo, el tubo 1.4 mm de largo, los lobos 1 mm de largo, azul-violáceos; anteras 0.9 mm de largo; estilos 2.5–3 mm de largo, ramas del estilo 0.3 mm de largo. Aquenios turbinados a semiteretes, de 2 mm de largo, lisos e inconspicuamente 5-nervios, con un anillo resinoso en el ápice; vilano de 2 series, la interna de escamas lineares caedizas, menos de 0.5 mm de largo, la exterior de 10 o más cerdas hialinas, menudamente estrigulosas, ligeramente aplanadas, de diferente longitud, hasta 1 mm de largo.

## Distribución y hábitat
Es una especie localmente común, se encuentra  cerca de agua, en las zonas pacífica y atlántica; a una altitud de 0–500 metros; fl y fr nov–feb; desde Belice a Venezuela. 

## Taxonomía
Spiracantha cornifolia fue descrita por Carl Sigismund Kunth y publicado en Nova Genera et Species Plantarum (folio ed.) 4: 23, tab. 313. 1820[1818].
Sinonimia
- Acosta rolandrae DC.
- Spiracantha denticulata Ernst